# 66667 Kambič
66667 Kambič je asteroid v asteroidnem pasu. Odkrili so ga na Observatoriju Črni Vrh v Sloveniji 8. oktobra 1999. Njegova začasna oznaka je bila 1999 TZ11 . Uradno ime mu je dodelila Mednarodna astronomska zveza z okrožnico štev. 54828 18. septembra 2005. 
Ime je dobil po Bojanu Kambiču, ustanovitelju in uredniku prve slovenske astronomske revije Spika .
Asteroid Kambič je najbliže Soncu na razdalji 1,85 a.e., najbolj pa se mu oddalji na 2,61 a.e. Sonce obkroži v 1215,45 dneh ali 3,33 letih. Njegova tirnica je nagnjena na ekliptiko za 3,52 °, izsrednost tirnice tirnice pa je 0,169.